# Emil Satco
Emil Satco (n. 11 ianuarie 1941, Vârfu Câmpului, județul Dorohoi (astăzi Botoșani) - d. 18 aprilie 2007, Suceava) a fost un istoric, bibliotecar, profesor, membru în Consiliul științific al Universității Cultural-Științifice Suceava și în colectivul de coordonare a activităților culturale în municipiul Suceava, membru al Societății Scriitorilor Bucovineni și membru în comitetul de conducere al acesteia, membru al Societății pentru Cultura și Literatura Română în Bucovina, membru în Consiliul de conducere al Fundației culturale Leca Morariu (membru fondator al Fundației).

## Biografie
În 1977, a venit la Biblioteca Județeană Suceava (în prezent Biblioteca Bucovinei „I.G. Sbiera”), prin transfer din postul de director școlar la Mihoveni.
A pus bazele Secției de Muzică (1977), pe care a dotat-o la nivelul celor mai bune secții de acest fel din țară.
A publicat, în 1978, un Catalog de discuri (Vol. I), iar în anul următor, Vol. II, fiind primele cataloage de bibliotecă tipărite la Biblioteca Județeană Suceava.
Din inițiativa sa au fost constituite alte noi secții la bibliotecă, pe lângă Secția de Muzică (astăzi Secția de Artă): Periodice, Limbi străine,  Fondul „Bucovina”.
A inițiat, în 1993, schimbarea numelui Bibliotecii Județene Suceava în Biblioteca Bucovinei „I.G. Sbiera”.
A fondat revista Scriptum a Bibliotecii Bucovinei „I.G. Sbiera" Suceava” (1994).
Cetățean de onoare al municipiului Suceava.

## Operă
Este autorul unor însemnate lucrări despre ținutul Bucovinei și istoria ei:
- Muzica în Bucovina. Ghid, Suceava, Biblioteca Județeană, 1981, 198 pag.
- Arta în Bucovina, Vol. I, Suceava, Biblioteca Jud., 1984, 300 pag.
- Arta în Bucovina, Vol. II, 1991, 209 pag.
- Artiști plastici din Bucovina, Suceava, 1991, 69 pag.
- Prefectura. Repere istorice, (în colab.), Iași, Editura Junimea, 1995, 159 pag.
- Personalități bucovinene. Dicționar, Vol. VIII., (în colab.), Suceava, Biblioteca Bucovinei I. G. Sbiera, 1997, 219 pag.
- Dicționar de literatură. Bucovina, (în colab.), 1993, 264 pag.
- Bucovina. Contribuții cultural-științifice. Dicționar, IX, Suceava, 2000, 473 pag.
- Antologia poeților români din Bucovina, Iași, Editura Junimea, 2003, 184 pag.
- Ștefan cel Mare și Sfânt. Mari aniversări. 1504-2004. Documente, Suceava, Fundația Culturală Leca Morariu, 2004, 64 pag.
- Enciclopedia Bucovinei, vol. 1 (693 pag.), 2 (767 pag.), Iași, Editura Princeps Edit, 2004.
- Pentru promovarea artei și literaturii în Bucovina. Fundația Culturală a Bucovinei la un deceniu de existență, Suceava, 2005.
- Enciclopedia Bucovinei. Personalități, localități, societăți, presă, instituții (cu Alis Niculică), vol. 1 A-F (813 p.), vol. 2 G-O (779  p.), vol. 3 P-Z (912 p.), Suceava, Ed. Karl A. Romstorfer, 2018.
- Mă voi bucura, chiar și de dincolo... (ed. îngrijită de Alis Niculică), București, Ed. Eikon, 2023, 571 p.

A depus o munca asiduă, mai ales în ultimii ani pentru a readuce în atenția publicului opera și numele  a mulți cărturari, muzicieni, scriitori, poeți etc. bucovineni, uitați de multă vreme pe nedrept.